# 汉斯·克里斯蒂安·汉森
汉斯·克里斯蒂安·斯瓦内·汉森（丹麥語：Hans Christian Svane Hansen；1906年11月8日—1960年2月19日），通常被称呼为“H. C.汉森”或简称“H. C.”，为丹麦前政治家，是社会民主党成员。曾担任丹麦首相（1955-1960）、丹麦财政部大臣、外交部大臣、贸易部大臣等职务。